# Enrique el Pacífico (duque de Brunswick-Luneburgo)
Enrique el Pacífico (en latín: Henricus pacificus; en alemán: Heinrich der Friedfertige; 1411-7 de diciembre de 1473) fue duque de Brunswick-Luneburgo, un estado perteneciente al Sacro Imperio Romano Germánico, Alemania.

## Biografía
Era hijo de Enrique I de Brunswick-Luneburgo. A la muerte de su padre en 1416, Enrique y su hermano Guillermo el Victorioso (duque de Brunswick-Luneburgo) heredaron el Principado de Luneburgo, bajo la tutela del Ayuntamiento de Lüneburg. Cuando el ducado de Brunswick-Luneburgo fue reorganizado en 1428, Enrique y su hermano intercambiaron Luneburgo por el Principado de Brunswick, incluyendo el Principado de Calenberg.
Después que Enrique cumplió la mayoría de edad, trató de separar su gobierno y el de su hermano. En 1432, ocupó el castillo de  Wolfenbüttel y entonces ambos acordaron dividir el territorio: Enrique recibió Brunswick y Guillermo recibió Calenberg, Everstein y Homburg.
Enrique murió sin hijos en 1473, y su territorio fue heredado por su hermano, Guillermo de Brunswick-Luneburgo.

## Familia
Enrique se casó en 1436 con Elena (1423-1471), hija de Adolfo I de Cléveris. Sólo tuvieron un hijo:
- Margarita, condesa de Henneberg (1450-1509), casada con Guillermo III de Henneberg.